# Teatro dei Dovizi
Il teatro dei Dovizi è un teatro di Bibbiena.

## Storia
Il teatro venne realizzato nel centro storico di Bibbiena per iniziativa dell'Accademia degli Operosi e su progetto dell'architetto Niccolò Matas (1842). Mentre la facciata non mostra segni particolari all'esterno e si presenta con laspetto austero tipico dei palazzi del tessuto urbano in cui è inserita, all'interno, invece, il teatro è caratterizzato da una pianta a U, tre ordini di palchi e palcoscenico parallelo al fronte strada.
Dopo alcune alterazioni subite in occasione della sua destinazione a cinematografo, verso il 1975 sono state manomesse altre sue caratteristiche originarie, come l'abolizione dei divisori dei palchetti e la rimozione del palcoscenico e dei tendaggi rossi del rivestimento. Anche la decorazione ha visto sovrapporsi ai motivi originari, sopravvissuti in alcuni elementi (mensoline per l'illuminazione, decorazioni del soffitto), elementi più recenti come pannelli perlinati in legno. Dopo aver ospitato feste, veglioni danzanti, manifestazioni civiche e dopo essere stato destinato, negli anni sessanta-settanta del XX secolo, essenzialmente a sala cinematografica, il teatro ha cessato l'attività nel 1982 a causa delle sue carenze in materia di sicurezza. 
Nel 1997, per iniziativa dell'amministrazione comunale e con il concorso finanziario di altri enti pubblici e privati, il teatro ha ripreso la sua attività dopo un consistente intervento di riprogettazione del suo arredo interno e di nuovo allestimento scenico, ispirato a modelli tipici della tradizione italiana del XVII e XVIII secolo, su progetto dell'architetto Massimo Gasparon. Dal 2001 è stata concessa la residenza del teatro all'Associazione NATA, Nuova Accademia del Teatro d'Arte, che ne ha assunto la gestione e la direzione artistica.